# Championnat d'Europe de course scratch masculin (moins de 23 ans)
Pour les articles homonymes, voir Championnat d'Europe de course scratch.
Le Championnat d'Europe de course scratch masculin moins de 23 ans est le championnat d'Europe de course scratch organisé annuellement par l'Union européenne de cyclisme pour les cyclistes âgés de moins de 23 ans. Le championnat organisé depuis 2001, a lieu dans le cadre des championnats d'Europe de cyclisme sur piste juniors et espoirs.

## Palmarès
| Année | Or                | Argent          | Bronze              |
| ----- | ----------------- | --------------- | ------------------- |
| 2002  | Jos Pronk         | Alexey Shmidt   | Rafał Ratajczyk     |
| 2003  | Samuele Marzoli   | Dimitri De Fauw | Alex Rasmussen      |
| 2004  | Alex Rasmussen    | Rafał Ratajczyk | Matthieu Ladagnous  |
| 2005  | Alex Rasmussen    | Marc Hester     | Wim Stroetinga      |
| 2006  | Wim Stroetinga    | Geraint Thomas  | Ivan Kovalev        |
| 2007  | Jonathan Bellis   | Roger Kluge     | Ivan Kovalev        |
| 2008  | Elia Viviani      | Pim Ligthart    | Jiří Hochmann       |
| 2009  | Elia Viviani      | Luke Rowe       | Albert Torres       |
| 2010  | Sebastián Mora    | Ralf Matzka     | Sergey Shilov       |
| 2011  | Davide Cimolai    | Luke Rowe       | Viktor Shmalko      |
| 2012  | Jan Kadúch        | Théry Schir     | Barry Markus        |
| 2013  | Anton Muzychkin   | Bryan Coquard   | Ryan Mullen         |
| 2014  | Benjamin Thomas   | Oliver Wood     | Raman Ramanau       |
| 2015  | Matthew Gibson    | Marcel Franz    | Ondrej Rybin        |
| 2016  | Michal Rzeznicki  | Mark Stewart    | Nico Selenati       |
| 2017  | Yauheni Karaliok  | Niklas Larsen   | Maxim Piskunov      |
| 2018  | Matthew Walls     | Nico Selenati   | Marten Kooistra     |
| 2019  | Moritz Malcharek  | Daniel Babor    | Aurélien Costeplane |
| 2020  | Bartosz Rudyk     | Iúri Leitão     | Tuur Dens           |
| 2021  | Rodrigo Caixas    | Tuur Dens       | Daniel Babor        |
| 2022  | William Tidball   | Tim Wafler      | Kyrylo Tsarenko     |
| 2023  | Phillip Mathiesen | Diogo Narciso   | Elmar Abma          |
| 2024  | Noah Hobbs        | Tim Wafler      | Elmar Abma          |
| 2025  | Davide Stella     | Lucas Menanteau | Karsten Feldmann    |